# Dress You Up
Dress You Up ist ein Lied von Madonna aus dem Jahr 1985, das von Andrea LaRusso und Peggy Stanziale geschrieben wurde. Nile Rodgers produzierte den Song. Er erschien im November 1984 auf dem Album Like a Virgin. Die Veröffentlichung als fünfte und letzte Single daraus fand am 31. Juli 1985 statt. Der Song wurde zum Top-Five-Hit in den USA und im Vereinigten Königreich.

## Musik und Text
Es handelt sich um einen mit Synthesizer-Schlagzeug gespielten charakteristischen Dance-Track mit Zwei-Akkord-Versen, er enthält aber auch eine Vier-Akkord-Folge. Im Refrain ist Chorgesang von Backgroundsängern zu hören. Madonna singt über die Kleidung, mit der sie ihren Mann beglücken möchte und sich von ihm streicheln lassen will.

## Kontroverse
Der Song wurde aufgrund seines vom US-amerikanischen Parents Music Resource Center als „anstößig“ bewerteten sexuellen Inhalts in dessen Liste der „Filthy Fifteen“ aufgenommen. Das Magazin Rolling Stone bezeichnete diese Nominierung später als „kurios“.

## Coverversionen
- 1999: The Dust Brothers
- 2005: Darren Hayes
- 2007: Zolof the Rock & Roll Destroyer